# Piotr z Bnina Moszyński
Piotr z Bnina i Opalenicy Moszyński (w literaturze zwany Bnińskim) herbu Łodzia (ur. ok. 1430, zm. 7 marca 1494 w Raciążku) – biskup kujawsko-pomorski i przemyski, sekretarz królewski, starosta Mosiny po 1448 roku.

## Życiorys
Syn Piotra z Bnina kasztelana gnieźnieńskiego i Elżbiety z Gułtów, brat Macieja z Bnina wojewody poznańskiego. Pisał się także z Radlina. Wraz z bratem w latach 1448-1467 był starostą mosińskim.
Studiował w Akademii Krakowskiej, uzyskał stopień bakałarza. Kształcił się w Italii, na przełomie 1457/8 w Rzymie, prawdopodobnie w 1461 powrócił do kraju.
W 1455 był kanonikiem poznańskim, w 1461 kanonikiem kolegiaty kaliskiej, kanclerzem kapituły poznańskiej, kanonikiem i kantorem w kapitule gnieźnieńskiej.
Pleban u Św. Marii Magdaleny w Poznaniu 1464, uzyskał altarię pw. Znalezienia św. Krzyża w katedrze poznańskiej, pleban w Śremie 1468, w Białej koło Rawy 1470-71. Przez dłuższy czas toczył spór w kurii rzymskiej o prepozyturę w katedrze poznańskiej, w 1481 zrezygnował z tej godności.
Od 1474 w kancelarii królewskiej jako pisarz, przed 1476 został sekretarzem królewskim. Według Kallimacha zajmował się sprawami zagranicznymi, ekspert spraw wschodnich, głównie tureckich i tatarskich, prowadził rozmowy z Gdańskiem. Związany politycznie z Rytwiańskimi.
10 grudnia 1481 został zatwierdzony przez papieża Sykstusa IV biskupem przemyskim.
Na życzenie króla 1 sierpnia 1483 został wybrany na biskupa (kujawsko-pomorskiego) włocławskiego i zatwierdzony przez papieża 20 października 1483. Jako biskup szczególnie dbał o sprawy gospodarcze diecezji, zwłaszcza o dobra biskupie, dokonywał objazdu diecezji. W 1487 przeprowadził synod diecezjalny i wydał statuty. W 1489 wziął udział w łęczyckim synodzie prowincjonalnym uchwalającym podatek na potrzeby państwa z dóbr duchownych w wysokości 24 groszy. Rezydował głównie w dobrach biskupich w Wolborzu, Ciechocinie i rozbudowanym przez siebie Raciążku. Dwór biskupa stał się ośrodkiem humanistycznych idei. Odbywały się biesiady literackie i dyskusje o humanistycznych książkach, głównie włoskich. Interesował się historią, czytał kronikę Kadłubka, rozmawiał o wartości tej kroniki. W otoczeniu biskupa przebywali: Mikołaj Wodka z Kwidzyna, Jan Heydecke-Mirica, Bernard Gallus z Zadaru, Maciej Drzewicki i Filip Kallimach. Był protektorem i przyjacielem Kallimacha, nakłaniał go do opisania dziejów Polski, wpływał na jego twórczość, wysyłał w różnych misjach.
Jako biskup włocławski brał udział w zjazdach generalnych, sejmach i sejmiku partykularnym dla Wielkopolski. Częstotliwość pojawiania się Piotra w charakterze świadka na królewskich dokumentach była bardzo wysoka. Zajmował on pierwsze miejsce w grupie biskupów a trzecie spośród wszystkich świadków ostatniego okresu panowania Kazimierza Jagiellończyka (1479-1492). W opinii Kallimacha Piotr z Bnina uchodził za wielkiego doradcę Kazimierza Jagiellończyka i jednego z najwybitniejszych polityków w Europie, lecz opinii tej nie można potwierdzić źródłowo. Bliżej współpracował z Janem Olbrachtem, którego sprawami interesował się już od zaangażowania się królewicza w wojny z Tatarami. Nie ma pewności czy wziął udział w elekcji Jana Olbrachta w Piotrkowie (27 sierpnia 1492), gdyż wcześniej był chory, uczestniczył w krakowskiej koronacji Jan Olbrachta (23 września 1492). Później bardzo często był obecny w otoczeniu władcy, m.in. od maja do listopada 1493 w Poznaniu, gdzie był najważniejszą postacią przy królu. Maciej Drzewicki uważał Piotra za wybitnego doradcę Jana Olbrachta, jednak nie można z nim wiązać konkretnych inicjatyw politycznych.
W 1457 wspólnie z bratem Maciejem posiadał w Wielkopolsce miasto Bnin i 17 wsi całych lub części, sumy zapisane na dobrach królewskich w mieście Mosinie i 4 wsiach. W 1479 uzyskał od króla 100 grzywien zapisanych na Ujściu. W latach 1488–1489 uzyskał prawo wykupu wsi Rataje, należącej do starostwa Ujście i dalszych 3 wsi w ziemi sieradzkiej. W 1491 nabył wieś  Piotrowo, w powiecie poznańskim, w 1493 nabył części 4 wsi w powiecie pyzdrskim.
W ostatnich miesiącach życia poważnie chorował. Został pochowany 25 marca 1494 w katedrze włocławskiej. Według Katalogu biskupów kujawskich był to człowiek „znakomity nauką, znakomitszy pobożnością dla ludzi”. Nagrobek – tumbę dłuta Wita Stwosza ufundował Kallimach.